# Langelandia reitteri
Langelandia reitteri là một loài bọ cánh cứng trong họ Zopheridae. Loài này được Belon miêu tả khoa học năm 1882.